# Ephemerella nuda
Ephemerella nuda är en dagsländeart som beskrevs av Tshernova 1949. Ephemerella nuda ingår i släktet Ephemerella och familjen mossdagsländor. Inga underarter finns listade i Catalogue of Life.